# جوردن فوستر
جوردن فوستر مهندس كمبيوتر و بروفيسور إيرلنديGordon Foster, 1921-2010 تُوفي عن عمر يناهز 89 عاما كان له دور في تكوين الرقم الموحد للكتاب ISBN المبني على 9 أرقام وذلك كان عام 1965 والذي طورته منظمة الأيزو ISO بعد ذلك ليصبح 10 أرقام ويعرف باسم الرقم الدولي الموحد للكتاب رقم دولي معياري للكتاب وكان ذلك عام 1970 وفوستر كان من العلماء البارعين في الرياضيات ولذلك اختير للعمل في المخابرات العسكرية البريطانية المعروفة باسم MI6 وذلك لفك الشفرات إبان الحرب العالمية الثانية ثم أكمل دراساته العليا وكانت له إسهامات بارزة في عدة مجالات في المعلوماتية و الكمبيوتر والتحليل الإحصائي...أما الرقم الدولي الموحد للكتاب رقم دولي معياري للكتاب فهو رقم فريد ومميز للكتاب أصبح منذ يناير 2007 يتكون من 13 رقما بإضافة البادئة الثابتة 978 للكتب أو 979 للموسيقى و 977 للدوريات وكان قبل عام 2007 يتكون من 10 أرقام فقط للكتب و الدوريات 8 أرقام وهذه الزيادة لكي يكون هناك مدى بليوني من الأرقام ويتوافق مع المعايير الأوروبية وعرف باسم EAN-13 وذلك لكي تستوعب سوق النشر وهو عبارة عن خمس مجموعات من الأرقام المجموعة الأولى للبادئة 978 للكتب وهي ثابتة أم المجموعة الثانية للمنطقة أو البلد أو اللغة المشتركة و المجموعة الثالثة للناشر و المجموعة الرابعة لعنوان الطبعة و المجموعة الأخيرة رقم التحقق للتأكد من صحة تكوين الرقم الدولي.. ويمنح الرقم المكتبة الوطنية في كل بلد وبالنسبة للفهرسة فإنه يسجل بالحقل 020 في مارك بدون فواصل - Hyphens